# The Batman (Zeichentrickserie)
The Batman ist eine US-amerikanische Zeichentrickserie, die von Warner Bros. Animation auf Basis der DC Comics von Batman produziert wurde. Sie lief zunächst vom 11. September 2004 bis zum 13. März 2006 im Frühprogramm am Samstag bei The WB und später vom 23. September 2006 bis zum 22. März 2008 bei dessen Nachfolgesender The CW. In Deutschland wurden die ersten zwei Staffeln der Serie, insgesamt 26 Episoden, vom 22. Juni bis zum 1. September 2005 wochentags auf RTL II ausgestrahlt.
Die Serie übernimmt zwar viele Elemente aus früheren Batman-Geschichten, folgt aber nicht der Kontinuität der Comic-Bücher, der Filmreihe, der Zeichentrickserie Batman und deren Spin-offs. Die Charakter-Designs wurden von Jackie Chan Adventures-Künstler Jeff Matsuda entworfen, der auch den Schluss inszenierte. Die Serie gewann sechs Daytime Emmy Awards.

## Produktion
The Batman wurde vom Studio Warner Bros. Animation realisiert. Mit Beginn der dritten Staffel beteiligten sich die DC-Comics als Koproduzent. Linda Steiner, Jeff Matsuda und Glen Murakami waren als Produzenten an dem Projekt tätig. Die musikalische Gestaltung innerhalb der Serie unterlag Thomas Chase, während der Titelsong von dem Schauspieler und Komponisten The Edge umgesetzt wurde.
The Batman basiert auf den frühen Comics von Bill Finger und Bob Kane.

## Synchronisation
Die deutsche Synchronfassung wurde nach einem Dialogbuch von Stefan Fredrich produziert.
| Rolle                       | Originalsprecher         | Deutscher Sprecher   |
| --------------------------- | ------------------------ | -------------------- |
| Batman / Bruce Wayne        | Rino Romano              | Jaron Löwenberg      |
| Alfred Pennyworth           | Alastair Duncan          | Helmut Gauß          |
| Angel Rojas                 | Jesse Corti              | Reinhard Scheunemann |
| Bane                        | Joaquim de Almeida       | Erich Räuker         |
| Bauchredner / Arnold Wesker | Dan Castellaneta         | Hans Hohlbein        |
| Cluemaster                  | Glenn Shadix             | Stefan Fredrich      |
| Ellen Yin                   | Ming-Na Wen              | Ulrike Stürzbecher   |
| Ethan Bennett               | Steve Harris             | Charles Rettinghaus  |
| Firefly                     | Jason Marsden            | Viktor Neumann       |
| Hugo Strange                | Frank Gorshin            | Karl Schulz          |
| Joker                       | Kevin Michael Richardson | Michael Iwannek      |
| Killer Croc                 | Ron Perlman              | Gerald Paradies      |
| Major Grange                | Adam West                | Norbert Gescher      |
| Mr. Freeze                  | Clancy Brown             | Erich Räuker         |
| Mugsy                       | John DiMaggio            | Tilo Schmitz         |
| Pinguin                     | Tom Kenny                | Michael Pan          |
| Ragdoll                     | Jeff Bennett             | Gerald Schaale       |
| Reporter                    | Joshua Seth              | Eberhard Prüter      |
| Riddler                     | Robert Englund           | Stefan Fredrich      |
| Scarface                    | Dan Castellaneta         | Gerald Paradies      |

## Trivia
- Die Schauspieler Adam West und Kevin Conroy hatten Gastauftritte als Sprecher in der Serie. Sie verkörperten zuvor die Figur des Batman in anderen Adaptionen des Comics.